# Isoniazid/rifampicin
Isoniazid / rifampicin, còn được gọi là isoniazid / rifampin, là một loại thuốc dùng để điều trị bệnh lao.  Nó là sự kết hợp liều cố định của isoniazid và rifampicin (rifampin).  Nó được sử dụng cùng với các loại thuốc chống nhiễm trùng khác.  Nó được uống bằng miệng.
Tác dụng phụ là tác dụng phụ của những thuốc thành phần. Các tác dụng phụ thường gặp bao gồm phối hợp kém, kém ăn, buồn nôn, tê và cảm thấy mệt mỏi.  Tác dụng phụ nghiêm trọng hơn bao gồm các vấn đề về gan. Sử dụng thuốc này thường không được khuyến cáo ở trẻ em.  Không rõ liệu sử dụng thuốc này có an toàn trong thai kỳ hay không.
Nó nằm trong Danh sách các loại thuốc thiết yếu của Tổ chức Y tế Thế giới, loại thuốc hiệu quả và an toàn nhất cần có trong hệ thống y tế. Chi phí bán buôn ở các nước đang phát triển là khoảng 5,10 USD mỗi tháng. Ở Anh, một tháng dùng thuốc trị giá NHS khoảng 28,11 pound.